# ファン・ドンヒョク
ファン・ドンヒョク（黄 東赫、朝: 황 동혁 、英: Hwang Dong-hyuk、1971年5月26日 - ）は、韓国の映画監督・脚本家。

## 略歴
ソウル出身。ソウル大学校新聞学科（現言論情報学科）卒業後、南カリフォルニア大学（アメリカ合衆国）で映画製作を学ぶ。
ファンが監督や脚本を務め、2021年9月に定額制動画配信サービスのNetflixにて配信公開されたドラマシリーズ『イカゲーム』は世界各国で社会現象となり、Netflixの業績にも著しく貢献をした。しかし、ロサンゼルス・タイムズによると、『イカゲーム』の制作を主導したにもかかわらず、「なんとか食べていける程度」の金額しか貰えなかったとしている。これはNetflixとの契約時に同作品の知的財産やレジデュアルの権利一切を放棄してしまったためと報じられている。

## フィルモグラフィ

### テレビシリーズ

#### WEB配信ドラマ
| 年        | 題名                   | 役割                   | 配信局  |
| --------- | ---------------------- | ---------------------- | ------- |
| 2021-2025 | イカゲーム 오징어 게임 | 監督・脚本・演出・原作 | Netflix |

### 長編映画
| 年   | 題名                                             | 役割       |
| ---- | ------------------------------------------------ | ---------- |
| 2007 | マイ・ファーザー 마이 파더                       | 監督・脚本 |
| 2011 | トガニ 幼き瞳の告発 도가니                       | 監督・脚本 |
| 2014 | 怪しい彼女 수상한 그녀                           | 監督       |
| 2017 | 天命の城 남한산성                                | 監督・脚本 |
| 2022 | コレクターズ 〜ソウルに眠る宝刀を盗み出せ〜 도굴 | 製作       |

### 短編映画
| 年   | 題名         | 役割             |
| ---- | ------------ | ---------------- |
| 2005 | Miracle Mile | 監督・脚本・編集 |

## 賞歴
韓国
- 『トガニ 幼き瞳の告発』 韓国障害者人権賞委員会賞 人権媒体部門（2011年）、第10回 言論人権賞 特別賞（2012年）

イタリア
- 『トガニ 幼き瞳の告発』 第14回 ウディネ極東映画祭 観客賞（2012年）

日本
- 『怪しい彼女』 第6回沖縄国際映画祭 PEACE部門海人賞グランプリ（2014年）